# Heinrich Wilhelm Ernst
Heinrich Wilhelm Ernst (Brünn, 1814. május 6. – Nizza, 1865. október 8.) zeneszerző és hegedűművész. A bécsi konzervatóriumban főleg Böhm és Mayseder tanították. Európai körútján még Berlioztól is tanult. Technikai készségét és ízlését bámulták; szerzeményei közül sokáig szerepeltek a hangversenyteremben: az Elégia, Othello-ábránd, egy-egy versenymű (fisz-moll hangnemben).